# Jurij Alschitz

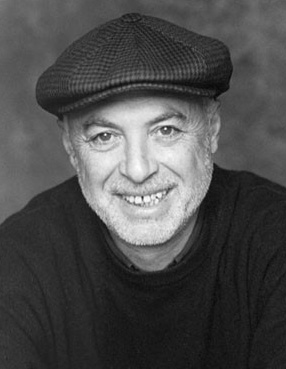
Jurij Alschitz (2007)

Jurij Alschitz (russisch Юрий Леонович Альшиц Juri Leonowitsch Alschiz, transl. Jurij Leonovič Al’šic; * 9. August 1947 in Odessa, Sowjetunion) ist ein russischer Theaterregisseur. Er ist Theaterregisseur, Schauspielpädagoge, promovierter Wissenschaftler in der angewandten Theaterforschung und hat mit „Training als Methode“ einen umfassenden künstlerisch-methodisch-philosophischen Ansatz für die Schauspielkunst des 21. Jahrhunderts entwickelt. Er ist künstlerischer Leiter der European Association for Theatre Culture und des World Theatre Training Institute AKT-ZENT, dem Forschungszentrum für Trainingsmethoden des Internationalen Theaterinstituts. Seit 1992 lebt und arbeitet er in Berlin.

## Leben
Alschitz ist Sohn der Schauspielerin Raissa Stawizkaja und des Bühnenbildners Leon Alschiz. 

### Erste Theatererfahrungen
Nach einem Regiestudium an der Moskauer Staatsuniversität für Kultur und Kunst von 1969 bis 1973 bei J.N. Malkowskij, einem direkten Schüler von K.S. Stanislawskij und zahlreichen Inszenierungen an staatlichen Bühnen in Moskau, Kiew, Odessa, Riga, u. a. entschloss sich Alschitz zu einem zweiten Studium bei M. Budkewitsch, Oleg Koudriachov und Anatoly Vasiliev, am GITIS – der Russischen Akademie für Theaterkunst, wo er von 1989 bis 1992 auch eine Lehrposition innehatte und 1987 dem Gründungsteam des Theaters Schule der Dramatischen Kunst – Anatolij Vasiljev angehörte. Als Pädagoge und Schauspieler war Jurij Alschitz an der legendären Produktion „Sechs Personen suchen einen Autor“ von Luigi Pirandello unter der Regie von Anatolij Vasiljev beteiligt und besuchte damit weltweit Festivals. Seine Trainingsmethoden für dieses Ensembletheater fanden 2003 ihre Reflexion in seiner Dissertation Ensemble und Persönlichkeit – ihre künstlerische und ethische Beziehung an der Russischen Akademie für Theaterkunst – GITIS 2003.

### Lehrer in Europa
Mit der Übersiedelung nach Berlin 1992 verlegte Alschitz seinen Arbeitsschwerpunkt endgültig auf die Schauspielpädagogik, vor allem auf die Fortbildung von professionellen Schauspielern und Regisseuren sowie auf die Entwicklung einer vermittelbaren Pädagogik und Methodik für Schauspiellehrer. Damit begann auch die Phase intensiver praktischer Forschungsarbeit und Lehre an Theaterhochschulen und Akademien wie die Staatliche Hochschule für Musik und Darstellende Kunst (Stuttgart), Folkwang Hochschule (Essen), der Hochschule der Künste (Berlin), dem Dramatiska Institutet (Stockholm), Malmö Theatre Academy, Civica Accademia D’Arte Dramatica Nico Pepe (Udine), Film Institute (Rome), Pontedera Teatro, Scuola D’Arte Drammatica Paolo Grassi (Milan).

### Gründung der European Association for Theatre Culture
Um eine langfristige und konzentrierte schauspielpädagogischen Arbeit in Europa etablieren zu können, gründete Alschitz 1994 SCUT (Skandinaviskt Centrum for Utforskning av Teater) in Stockholm. Es folgten 1995 AKT-ZENT Internationales Theaterzentrum Berlin und PROTEI Progetti Teatrali Internazionali in Rom. Im Jahr 2000 schlossen sich diese unabhängig voneinander agierenden Zentren mit dem neu gegründeten Zentrum KOINE Langages Transartistiques Paris unter seiner künstlerischen Leitung zur European Association for Theatre Culture (EATC) zusammen.
Seit 1996 hat Jurij Alschitz umfangreiche Projekte zu spezifischen Themenkomplexen initiiert, die gemeinsam mit den Zentren der European Association for Theatre Culture, führenden Akademien und nationalen Zentren des Internationalen Theaterinstituts durchgeführt wurden. Dabei entstanden Fachbücher für die Schauspielpraxis wie „Die Vertikale der Rolle. Eine Methode zur selbständigen Erarbeitung einer Rolle“ und „40 Fragen an eine Rolle“, womit er die Mäeutik als Methode der Rollenanalyse einführte. „Die Kunst des Dialogs“ vermittelte zum ersten Mal den Weg zum „Dialog der Sphäre“.
Mit „School after Theatre“, einer Kooperation mit der Russischen Akademie für Theaterkunst GITIS hat Alschitz das Prinzip einer professionellen berufsbegleitenden Fortbildung für Regie und Schauspiel in Westeuropa eingeführt. Zwischen 1995 und 2009 wurde diese 3-jährige Fortbildung in 9 internationalen Klassen mit Modulen in Estland, Deutschland, Griechenland, Italien, Norwegen, Schweden und Russland durchgeführt.
Mit dem „International Directors’ and Trainers’ Colloquium“ führte er Kurse für Schauspiellehrer ein, die er 2001 bei den Theatre Olympics in Moskau als innovative Form der professionellen Weiterbildung für Schauspielpädagogik präsentierte.
Auf der ersten World Conference of Rectors of Higher Education Theatre Institutions (1999) erhielt Alschitz internationale Aufmerksamkeit für dieses Thema, indem er den Beruf des Schauspielpädagogen völlig neu bewertete und das „Training of Trainers“ im Bereich Schauspielausbildung als oberste Priorität für die Entwicklung des Theaters vorschlug.
Dieser These folgend rief Alschitz 1999 das erste Internationale Festival für Theatertrainingsmethoden METHODIKA ins Leben, das daraufhin alle zwei Jahre zu einem neuen Thema in Italien, Schweden, Russland und Zypern stattfand und zu einer Ideenschmiede für neue unerforschte Ansätze in der Theaterausbildung wurde.
2012–14 hat Alschitz das Thema „Training the Trainers“ wieder aufgenommen und am Centro Universitario de Teatro der Universidad Nacional Autonoma de Mexico (UNAM) mit dem ersten internationalen Master-Studiengang zum Schauspiellehrer „Teaching Professional Theatre Practice“ praktisch umgesetzt. Sein Manifest „The New Face of the Acting Teacher“ schlägt alternative Formen und grundsätzliche Veränderungen in der Lehre vor.
Seit Gründung der EATC hat Jurij Alschitz in verschiedenen Formen von Seminaren und Laboratorien Schauspieler und Regisseure aus- und fortgebildet und dabei sein sogenanntes „Team of Teachers“ aufgebaut, das vielstimmig seine Methodik weltweit unterrichtet.

### Forschungszentrum des Internationalen Theaterinstituts ITI
Aufgrund der Forschungstätigkeit wurde das internationale Theaterzentrum AKT-ZENT 2006 Research Centre des Theatre Education & Training Committee /ITI. Im Jahr 2011 ernannte die Generalversammlung des Internationalen Theaterinstituts AKT-ZENT unter der künstlerischen Leitung von Jurij Alschitz zum ITI Research Centre for Theatre Training Methods.
Seit 2017 ist Alschitz künstlerisch-wissenschaftlicher Leiter des World Theatre Training Institute AKT-ZENT / ITI. Das Institut verfolgt in erster Linie das ITI-Projekt „The World Theatre Training Library“, eine Langzeit-Studie und künstlerisch-methodologische Entwicklungsarbeit über Trainingsmethoden weltweit. Hierfür bereiste Alschitz seit 2010 fast alle Kontinente, führte Interviews, besuchte Proben, gab Vorlesungen und Seminare, um die Eindrücke und Ideen in internationalen Laboratorien zu neuen Trainingsübungen heranwachsen zu lassen und diese mit neusten Errungenschaften aus Wissenschaft und Technik, wie zum Beispiel die der fraktalen Geometrie, Quantenphysik, Wellentheorie und Phänomenen der Resonanz zu verbinden. Daraus entwickelte er neue Lehrformate und den Begriff der Quantenpädagogik. Alschitz vertritt dabei die Vorstellung eines holistischen Theaters, in dem der Künstler sich als Teil des Theaterkosmos begreift und auf diese Weise individuelle Freiheit und Eigenständigkeit erreicht. Teil des neuen Lehrkonzepts ist die Hybrid Education auf der eigenen Online-Lernplattform des Instituts, die seit Herbst 2020 zu einer Online Theatre Academy ausgebaut wurde. Die vier Departments für innovative Schauspielpädagogik basieren auf der School of Jurij Alschitz.
Alschitz ist gefragter Experte auf internationalen Festivals und Konferenzen. Seine Fachbücher werden in zahlreichen Sprachen weltweit publiziert.

## Veröffentlichungen
- Die Vertikale der Rolle. Eine Methode zur selbstständigen Erarbeitung der Rolle. AKT-ZENT, Berlin 2003, ISBN 3-9809230-1-0.
- 40 Fragen an eine Rolle. Eine Methode zur selbstständigen Erarbeitung der Rolle. AKT-ZENT, Berlin 2005, ISBN 3-9809230-4-5.
- La Grammatica Dell’Attore. Il training. Ubulibri, Mailand 1998, ISBN 88-7748-195-1.
- La Matematica Dell’Attore. Ubulibri, Mailand 2004, ISBN 88-7748-240-0.
- Teatro senza Regista. Titivillus, Pisa 2007, ISBN 978-88-7218-197-3.
- The Vertical of the Role. A methode for the actor’s self-preparation. AKT-ZENT, Berlin 2003, ISBN 3-9809230-0-2.
- 40 Questions of one Role. A method for the actor’s self-preparation. AKT-ZENT, Berlin 2005, ISBN 3-9809230-5-3.
- Training forever. Lund University, Theatre Academy, Malmö 2003, ISBN 91-974973-1-2.
- I Katakoriphos tou Rolou. Methodos gia thin Prosopiki Proetimasia tou Ithopiou. AKT-ZENT, Berlin 2009, ISBN 978-3-9809230-6-4.
- The Art of Dialogue. Methods for theatre practice. AKT-ZENT, Berlin 2010, ISBN 978-3-9809230-8-8.
- Die Kunst des Dialogs. Methoden zur Theaterpraxis. AKT-ZENT, Berlin 2010, ISBN 978-3-9809230-7-1.